# Andrea de' Mozzi
Andrea de' Mozzi   (Florència - 28 d'abril de 1296) va ser un bisbe que va intervenir en la treva entre güelfs i gibel·lins. De família noble i relacionada amb Gregori X, va fer carrera eclesiàstica i va fomentar l'edificació de la Basílica de la Santa Creu. Criticat pel seu nepotisme, va ser traslladat a Vicenza, en un ascens que va ser qualificat d'escàndol i que el va fer mereixedor d'aparèixer a l'infern de La Divina Comèdia.
Tenia un nebot amb el mateix nom.